# John McLeod (Fußballspieler, 1866)
John McLeod (* 12. März 1866 in Dumbarton; † 4. Februar 1953 ebenda) war ein schottischer Fußballtorhüter. In seiner aktiven Karriere als Spieler gewann er in den 1890er Jahren zweimal die schottische Meisterschaft.

## Karriere
McLeod spielte ab 1885 in seiner Heimatstadt für Dumbarton Athletic. Mit dem Verein nahm er in den Spielzeiten 1887/88 und 1888/89 am schottischen Pokal teil. Bei der ersten Teilnahme unterlag er mit seiner Mannschaft in der 2. Runde gegen den späteren Sieger FC Renton mit 2:4. Im Jahr darauf schied er erst im Viertelfinale ebenfalls gegen Renton aus. Kurz darauf wechselte er zum FC Dumbarton. Gleich in seinem zweiten Jahr für den neuen Verein, erreichte er das Pokalfinale von 1891 das gegen Heart of Midlothian verloren wurde. In der ersten Saison der Scottish Football League gewann er mit Dumbarton die schottische Meisterschaft, die zudem an die punktgleichen Glasgow Rangers ging. In der Saison 1891/92 konnte der Titel vor Celtic Glasgow verteidigt werden. Für den Verein absolvierte er bis 1895 insgesamt 108 Pflichtspiele, davon 76 in der Liga und 32 im Pokal. Obwohl McLeod auf der Position des Torhüters spielte, erzielte er drei Tore, davon zwei in der Liga gegen den FC Cambuslang und Third Lanark. Nachdem Dumbarton am Ende der Saison 1894/95 nur knapp den Abstieg in die Division Two verhindern konnte, wechselte er zu den Glasgow Rangers. In der Saison 1895/96 absolvierte er fünf Spiele und wurde Vizemeister hinter Celtic Glasgow.
Zwischen 1888 und 1893 absolvierte er fünf Länderspiele für Schottland. Er nahm fünfmal an der British Home Championship teil und gewann diese mit der Nationalmannschaft in den Jahren 1889 und 1890.

## Erfolge
mit dem FC Dumbarton
- Schottischer Meister (2): 1891, 1892

mit Schottland
- British Home Championship (2): 1889, 1890